# Ashley Lilley
Ashley Lilley (Rothesay, Escòcia, 29 de gener de 1986) és una actriu escocesa, que va fer el seu debut amb la pel·lícula Mamma Mia! el 2008.
Ashley-Anne Lilley va néixer en Rothesay a l'Illa de Bute, Escòcia. Als dotze anys va guanyar el "National Youth Music Theatre". Als quinze es va inscriure en la "Italian Conti Academy of Theatre Arts" a Londres, i es va graduar el 2004. Ashley va ser l'estel, com Lucille Frank, en una producció de la desfilada de Jason Robert Brown en el Festival Fringe d'Edimburg el 2005. Més tard es va unir a la gira pel Regne Unit de Anything Goes, de Cole Porter, en el paper de Hope Harcourt.
Va fer el seu debut al cinema amb la pel·lícula Mamma Mia!, basada en el musical homònim, el qual està basat al seu torn en les cançons de la famosa banda sueca ABBA.
Anomenada Ash pels seus amics i família, va ser companya de classe en el col·legi del migcampista de l'Hamilton Academical Football Club, Jim McAlister, i companya de classe a la universitat de Derek Hough. Ha aparegut el 2010 en el drama romàntic Cartes a Julieta com a Patricia, la cosina de Charlie, un paper secundari.

## Filmografia
- 2008: Mamma mia!
- 2010: Cartes a Julieta